# Simone Cristicchi
Simone Cristicchi (Roma, 5 de febrero de 1977) es un cantautor, actor de teatro y escritor italiano.
Fue ganador del Festival de San Remo de 2007 con la canción Ti regalerò una rosa. De 2017 a marzo de 2020 fue director del Teatro Stabile d'Abruzzo.

## Biografía
Nacido en Roma, Cristicchi creció en el barrio de Tuscolano, el segundo de tres hijos. Desde adolescente fue un apasionado del cómic y demostró tener talento: a los 16 años le ofrecieron un contrato como dibujante para la Tiramolla della Comic Art pero lo rechazó para continuar sus estudios en el Liceo Clásico Estatal "Francesco Vivona". Sin embargo, continuó cultivando esta pasión contactando telefónicamente a Benito Jacovitti, convenciéndole de poder ir a su casa en autobús, aprendiendo así el arte del entintado. Posteriormente se matriculó en la licenciatura de Historia del Arte en la Universidad de Roma Tre, pero no obtuvo el título.
Trabajó, primero como objetor de conciencia y luego como voluntario, en un centro de salud mental, experiencia que lo afectó y lo llevó a profundizar en los temas de las enfermedades mentales y los manicomios. Comenzó a dar a conocer su música en los escenarios de los históricos clubes romanos Il Locale y The Place, frecuentados también por la nueva escuela romana de cantautores como Max Gazzè, Niccolò Fabi, Federico Zampaglione, Pier Cortese y Riccardo Sinigallia.
Además de cantautor, es escritor, autor e intérprete de monólogos, además de actor de teatro.

### Los inicios
A los diecisiete años debutó en el mundo de la música creando un grupo de rock. En 1997, a la edad de vientos años, descubrió al cantautor. En 1998 ganó el Concurso Nacional de Cantautores, obteniendo el Premio SIAE a la mejor canción con L'uomo dei tasto .
En 2000 abrió los conciertos de Max Gazzè y Niccolò Fabi y, gracias a su manager Francesco Migliacci, firmó un contrato con el sello Carosello Records que publicó su primer single Elettroshock. En 2002 publicó su segundo single, Maria che cammina sull'autostrada, para el mismo sello y participó en el programa Destinazione Sanremo presentado por Pippo Baudo y Claudio Cecchetto con la canción Leggere attenti le istruzioni que fue eliminada, impidiéndole ser admitido en el Festival de San Remo de 2003.
A finales de 2003 presentó al jurado del Festival la canción Studentessa universitari, que fue rechazada por Tony Renis, director artístico de esa edición. El Festival de Crotona Una casa per Rino, dedicado al cantautor Rino Gaetano, gana, obteniendo el Cilindro d'argento. Abre los conciertos de CiaoRino, la banda de versiones más famosa del artista calabrés.

### El éxito
El punto de inflexión llegó en 2005, gracias a lo que el propio Cristicchi define como una "frase de moda involuntaria", Vorrei cantare come Biagio, una canción irónica en la que el cantautor, afirmando que quería parecerse en todo a su entonces más famoso colega Biagio Antonacci, en realidad intenta denunciar la enorme dificultad, para un joven artista, de alcanzar el éxito preservando la propia individualidad. También participará como guitarrista en el álbum debut de Giuseppe Povia, Evviva i pazzi... che hanno capito cos'è l'amore.
A finales de ese mismo año, salió su primer álbum Fabbricante di canzoni, impulsado por el segundo sencillo de éxito, el ya mencionado Studentessa universitari, que fue el ganador general del Festival de Musicultura (anteriormente Premio Recanati), ganando también el Premio de la Crítica . El primer álbum contiene el dueto con Sergio Endrigo sobre las notas de su Questo è amore . El álbum también debía incluir la canción Prete, una canción fuertemente crítica a la Iglesia Católica y a la figura del sacerdote, pero fue censurada por la compañía discográfica.
En febrero de 2006 Cristicchi participó en el 56° Festival de San Remo con la canción Che bella gente, quedando en segundo lugar en la categoría Joven. La canción, escrita en colaboración con la cantante Momo y dedicada a Mia Martini, logró un gran éxito en la radio. Después del Festival se publica la reedición del álbum Fabbricante di canzoni . En el verano de ese mismo año se lanzó el single Ombrelloni, una parodia de los clásicos éxitos del verano y de varios clichés vinculados al verano. La canción fue parcialmente censurada por estaciones de radio y televisión debido a su letra directa e irónicamente grosera.
También en 2006 Cristicchi escribió la canción Senza di te para Mietta, incluida en el CD 74100 de la cantante.
Realizó cursos como docente en el CET – Centro Europeo de Toscolano (escuela de Mogol) testimoniando sus propias experiencias, integrando teoría y práctica, formación cultural y actividad profesional.

### Victoria en el Festival de San Remo

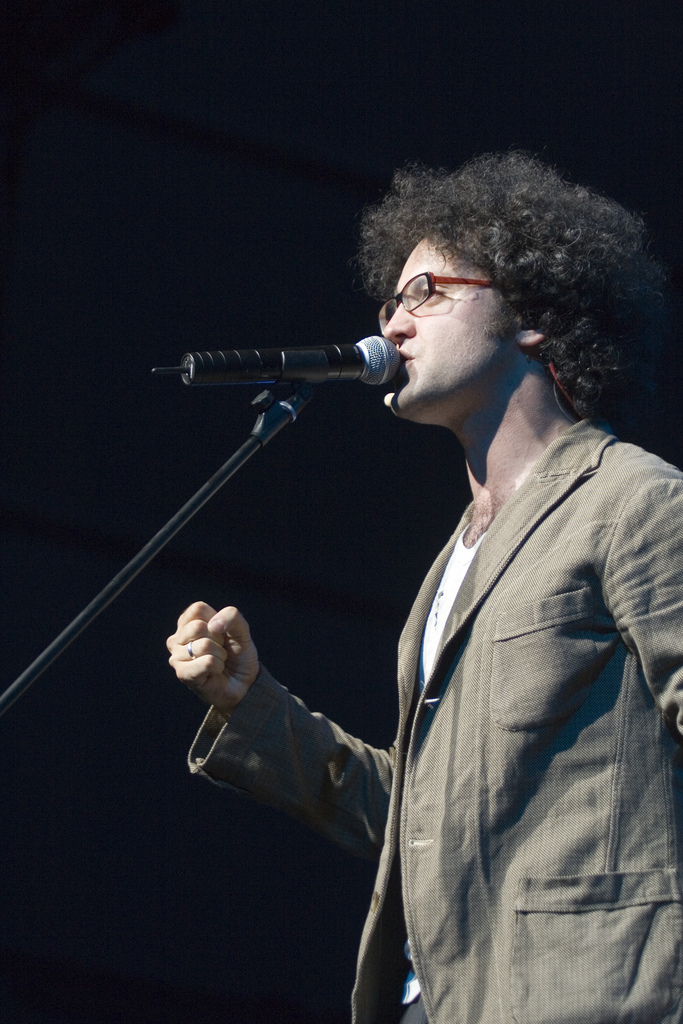
Simone Cristicchi en concierto en 2007

En marzo de 2007 ganó el 57° Festival de San Remo, en la categoría Campeones, con la canción Ti regalerò una rosa. Cristicchi dijo que encontró la inspiración para escribir la canción en el pueblo de Girifalco, en Calabria, donde hay un imponente asilo mental. Impresionado por el ir y venir de los pacientes del instituto, el cantautor decidió emprender un viaje a los hospitales psiquiátricos de Italia, resumiendo en la letra de la canción las historias que realmente le contaban los pacientes de las instituciones psiquiátricas que visitaba. La canción fue un éxito entre el público y los expertos de la industria, recibiendo, además del trofeo principal, el Premio de la Crítica y el Premio de la Sala de Prensa Radio-TV Lucio Dalla, y fue incluida en el segundo álbum Dall'altra parte del cancello .
En mayo de 2007 cantó a dúo con Giovanni Nuti la canción I poeti, publicada en el álbum de la cantautora toscana titulado Rasoi di seta: una interpretación musical de algunos poemas de Alda Merini, mientras que la propia poeta leyó algunas de sus composiciones con música de Nuti.
En noviembre de 2007, el canal Cult de Sky emitió Lettere dal manicomio, cinco cortometrajes producidos por IK Produzioni, dirigidos por Alberto Puliafito y protagonizados por Gigi Proietti, Claudia Pandolfi, Luca Lionello y el propio Cristicchi. En la línea del documental Dall'altra parte del cancello, cinco de las epístolas originales del antiguo hospital psiquiátrico de Volterra que el artista ha incluido en su libro Centro di igiene mentale .
En 2007 Cristicchi publicó el libro Mental Hygiene Center - A Storyteller Among the Madmen y el álbum Dall'altra parte del cancello al que siguió un documental autoproducido. Durante el año la cantante está ocupada con varios conciertos en vivo.
El 28 de febrero de 2008 Cristicchi participó en la tercera noche del 58° Festival de San Remo como invitado para el dúo con Frankie hi-nrg mc, compitiendo en la Sección Campeones. Los dos artistas interpretan Rivoluzione, un rap con una fuerte impronta de denuncia social.
En 2008 cantó la canción A Liguria de Dria con el grupo musical ligur Buio Pesto, una versión desenfadada de su L'Italia di Piero, incluida en el álbum Liguria . Cristicchi, que en esta ocasión canta en lengua ligur, dona sus ganancias al proyecto benéfico del grupo ligur Ambulanza Verde.
En 2009 inició la gira "Canti di Miniere, d'amore, vino e anarchia" con el Coro de Mineros de Santa Fiora: se interpretaron monólogos y canciones populares que contaban la vida melancólica y al mismo tiempo alegre de los mineros y sus familias, en un equilibrio entre ligereza y emoción. El recorrido se cuenta luego en un libro y un DVD/documental.
En el mismo año Cristicchi participó en la realización del último álbum de Claudio Baglioni, QPGA, interpretando la canción Nuvole e sogni.

### Década de 2010

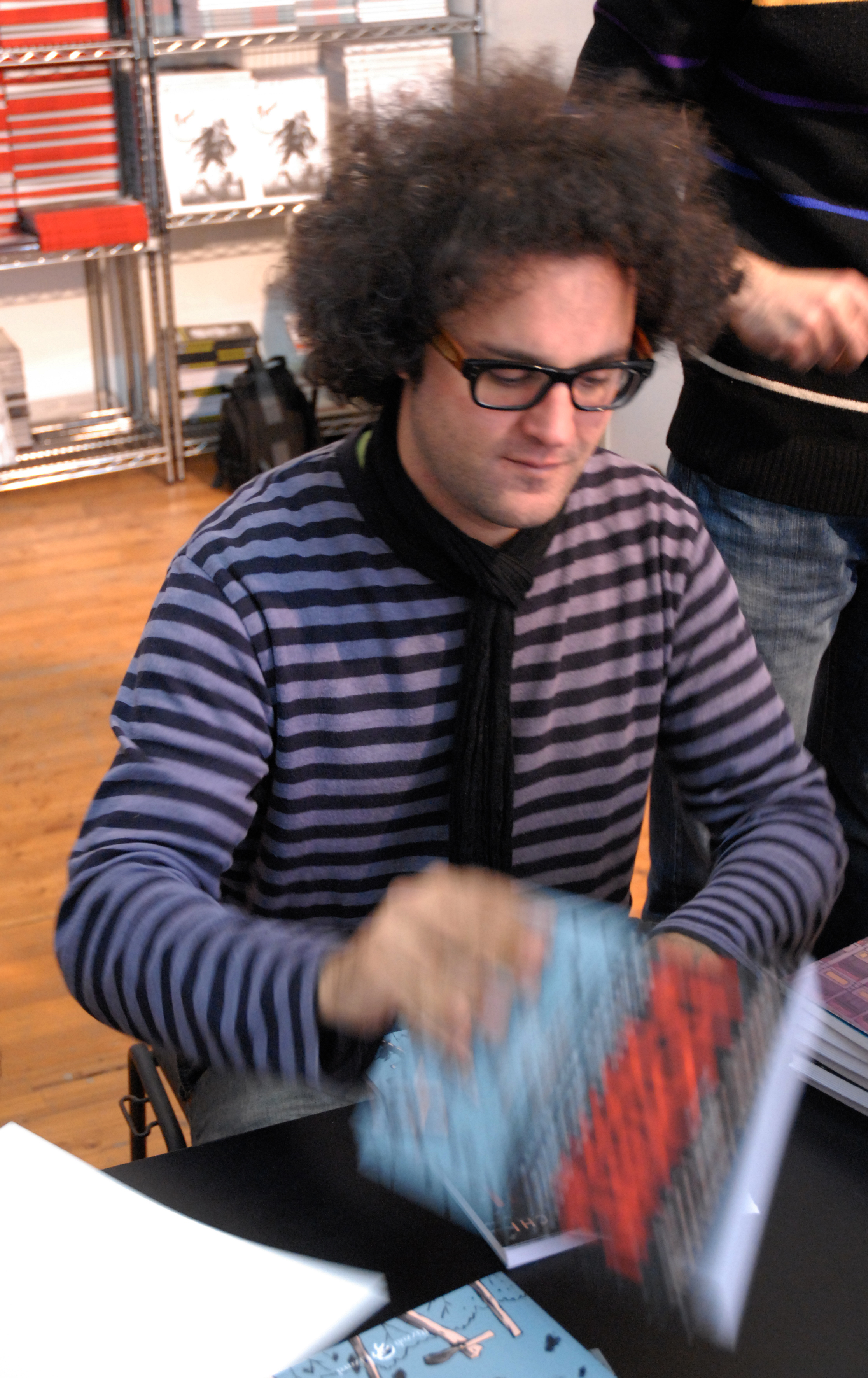
En Lucca Comics&Games 2010 para la presentación del volumen Li romani en Rusia

En febrero participó en el Festival de San Remo 2010 en la sección Artistas con la canción Meno male, escrita junto al rapero Frankie hi-nrg mc. La canción llega a la final pero no entra en el desempate a tres bandas para elegir la canción ganadora. Según las declaraciones del responsable de la estructura de la Rai, Antonio Azzalini, su canción fue la más votada por los músicos de la orquesta en la noche final. La canción presentada en San Remo anticipa el lanzamiento del álbum Grand Hotel Cristicchi.
El 1 de mayo de 2010 participó en el Concierto del Primero de Mayo en la Piazza San Giovanni de Roma, acompañado por el Coro de Mineros de Santa Fiora:en esta ocasión, junto a sus piezas, también interpreta la canción anarquista Stornelli d'esilio . El 4 de junio ganó el Premio Mogol (ex aequo con Edoardo Bennato) por la letra de la canción L'ultimo valzer. El 31 de octubre se estrenó oficialmente en el Teatro Na Strastnom de Moscú su segundo espectáculo teatral Li Romani In Russia, dirigido por Alessandro Benvenuti, en el marco del festival internacional SOLO, dedicado a los monólogos.
La canción Genova Brucia, inspirada en los violentos acontecimientos ocurridos en la ciudad de Liguria durante el G8 en 2001, ganó el Premio Amnistía Italia 2011, organizado por la sección italiana de Amnistía Internacional y por Voci per la libertà - Una canzone per Amnesty.
En julio de 2011 Cristicchi presentó, junto a Nino Frassica, el programa de variedades radial Meno male che c'è Radio2. Dos meses más tarde creó su primera banda sonora para la película Cose dell'altro mondo de Francesco Patierno, publicada posteriormente en un álbum que contiene también la canción del mismo nombre, una reescritura de la antigua canción inédita Appropinquante fine mundi. En diciembre interpretó el tema musical Di pianeta in pianeta para la edición italiana de la serie de dibujos animados El principito, transmitida por Rai 2.
En 2012 graba con Franco Califano y el coro de los jóvenes de la cárcel de menores de Nisida la canción Sto a cercà lavoro, editada en un CD single, cuyos beneficios se destinan a obras de caridad.
En 2013 participó en el Festival de San Remo presentando las canciones La prima volta (che sono morto) y Mi manchi, que anticiparon el lanzamiento del álbum Album di famiglia.
En octubre del mismo año lleva a escena en el Politeama Rossetti de Trieste el musical Magazzino 18, escrito en colaboración con el periodista Jas Bernas y dirigido por Antonio Calenda, sobre el drama de las foibes y el éxodo juliano-dálmata. Una de las réplicas, en Scandicci, fue objeto de protestas de la extrema izquierda. El musical se emitirá en Rai 1 el 10 de febrero de 2014 con motivo del Día del Recuerdo . En relación con este espectáculo se le concederá la ciudadanía honoraria de Trieste el 19 de febrero de 2016.
En 2014, con motivo de la difusión de la película Il segreto di Italia de Antonello Belluco sobre la masacre de Codevigo, Cristicchi defendió al director y la película en Facebook, comparando la campaña contra la película con la realizada contra Magazzino 18. En agosto de 2015, durante un espectáculo en Monte Amiata, patrocinado por Enel Green Power, fue cuestionado por los comités ambientales locales que se oponen a la explotación local de la energía geotérmica.
El 9 de febrero de 2018, Cristicchi participó en la cuarta noche dedicada a las versiones del 68° Festival de San Remo como invitado para el dúo con Fabrizio Moro y Ermal Meta de la canción Non mi avete fatto niente que ganaría el Festival la noche siguiente. En diciembre de 2018, durante Sanremo Giovani 2018, Fabio Rovazzi y Pippo Baudo anunciaron su presencia entre los grandes competidores del Festival de San Remo 2019 con la canción Abbi cura di me, que luego se convirtió en el título de la colección del mismo nombre, así como de un libro autobiográfico escrito junto con Massimo Orlandi.

### Década de 2020
En 2022 comienza una larga gira teatral junto a Amara, dedicada a las canciones de Franco Battiato, titulada Torneremo ancora. Concierto místico de Franco Battiato, mientras que al año siguiente actuó en el espectáculo Franciscus. Il folle che parlava agli uccelli.
En 2024 lanzó su quinto álbum de estudio Dalle tenebre alla luce, el primero en más de diez años. Luego regresó al escenario de Ariston con motivo del Festival de San Remo 2025. La canción que presentó para la ocasión se titula Quando sarai piccola. Para la velada de portada, que se realizará el 14 de febrero de 2025, Cristicchi elige cantar La cura, una canción de Franco Battiato de 1996, un dueto interpretado con su compañera Amara. En la última noche del Festival, Cristicchi obtuvo el 5° lugar del ranking, de un total de 29 participantes.

## Vida privada
En 2010, Cristicchi se casó con la arqueóloga romana Sara Quattrini, con quien tiene dos hijos: Tommaso (2008) y Stella (2011). La pareja luego se separó.
Desde 2019 mantiene una relación con Erika Mineo, alias Amara, su colaboradora artística en los años siguientes.

## Controversias

### Genoa Burnsen el concierto del Primero de Mayo
En 2010, la interpretación en el Concierto del Primo Maggio de la canción Genova brucia, cuya letra habla del asesinato de Carlo Giuliani y de los acontecimientos posteriores al G8 en Génova, fue criticada por el vicesecretario nacional del Sindicato General del Trabajo de la Policía Estatal, Raffaele Padrone. Padrone declaró: «es indecente e inapropiado que en el Día del Trabajo insultemos e indignemos a los trabajadores de la Policía Estatal» y pidió a los sindicatos organizadores del evento que «aclaren su falta de implicación en esta cultura ofensiva, prejuiciosa y clasista». En 2011 la canción fue reconocida con el Premio Amnistía Italia a la mejor canción sobre derechos humanos.

### Magazzino 18
En 2013, la obra Magazzino 18 fue criticada, quien acusó a Cristicchi de revisionismo histórico y manipulación ideológica de los acontecimientos. El trabajo del cantautor ha sido apoyado por políticos y periodistas de centroizquierda, incluido el periodista Michele Serra. En 2022, Cristicchi afirmó que en los primeros tres años de Magazzino 18, agentes del orden patrullaban los espectáculos.

### Controversias sobre la gestación subrogada y San Remo 2025
En 2023, Cristicchi escribió una publicación declarando que estaba en contra de la maternidad subrogada. En 2025, la canción Quando sarai piccola, presentada en el 75° Festival de San Remo, fue acogida con entusiasmo por las organizaciones antiaborto y antieutanasia Movimento per la Vita y Pro-Vita & Famiglia. Cristicchi ha recibido varias críticas, entre ellas las de Selvaggia Lucarelli, tanto por sus declaraciones respecto a la maternidad subrogada como por la explotación de la enfermedad de la madre de la que habla la canción. Durante el festival se criticó el supuesto favoritismo otorgado al cantante por parte del gobierno de Meloni y la RAI, debido a sus posiciones políticas.

### Posiciones políticas
El 10 de marzo de 2025, en una entrevista con Aldo Cazzullo para Corriere della Sera, Cristicchi declaró estar «libre de etiquetas políticas», afirmando que «en el pasado siempre he tenido una orientación de izquierda, pero debo reconocer que de los políticos de derecha y de la prensa siempre he recibido una actitud respetuosa hacia mí y mis elecciones artísticas; [...] en la derecha siempre encontré una mayor apertura mental, me respetaban por mi valentía y mi honestidad intelectual".

## Discografía

### Álbumes de estudio
- 2005 – Fabbricante di canzoni
- 2007 – Dall'altra parte del cancello
- 2010 – Grand Hotel Cristicchi
- 2013 – Album di famiglia
- 2024 – Dalle tenebre alla luce

### Colecciones
- 2019 – Abbi cura di me

### Bandas sonoras
- 2011 – Cose dell'altro mondo

## Teatro

### Espectáculos
- C.I.M. - Centro d'igiene mentale
- Centro d'igiene mentale - Nuove storie dal manicomio del mondo
- Li Romani In Russia - Racconto di una guerra a millanta mila miglia
- Mio nonno è morto in guerra.
- Magazzino 18
- Il secondo figlio di Dio
- Manuale di volo per uomo
- Franciscus. Il folle che parlava agli uccelli

## Videografía
- 2007 – Dall'altra parte del cancello
- 2011 – Santa Fiora Social Club

## Obras
- Simone Cristicchi (20 febbraio 2007). Centro d'igiene mentale. Un cantastorie tra i matti. Mondadori. ISBN 978-8-804-56422-5.
- Simone Cristicchi, Massimo Bocchia (21 luglio 2010). Dialoghi incivili. Elèuthera. ISBN 978-8-889-49093-8.
- Simone Cristicchi (27 ottobre 2010). Li Romani in Russia. Racconto di una guerra a Millanta mila Miglia. Rizzoli Lizard. ISBN 978-8-817-04582-7.
- Simone Cristicchi (23 de marzo de 2011). Santa Fiora Social Club. Cantare di miniera, amore, vino e anarchia. Rizzoli. ISBN 978-8-817-04803-3.
- Simone Cristicchi (14 febbraio 2012). Mio nonno è morto in guerra. Mondadori. ISBN 978-8-804-61770-9.
- Simone Cristicchi, Jan Bernas (4 febbraio 2014). Magazzino 18. Storie di italiani esuli d'Istria, Fiume e Dalmazia. Mondadori. ISBN 978-8-804-63855-1.
- Simone Cristicchi (15 novembre 2016). Il secondo figlio di Dio. Vita, morte e misteri di David Lazzaretti, l'ultimo eretico. Mondadori. ISBN 978-8-804-66438-3.
- Simone Cristicchi (2021). HappyNext. Alla ricerca della felicità. Milano: La nave di Teseo +. ISBN 978-8893950893.

## Premios y reconocimientos
- Premio SIAE: mejor canción en competición (1998)
- Premio Mei : Artista Revelación del Indie Pop (2005)
- Premios de la Música de Venecia: Artista Masculino Revelación (2005)
- Premio Lunezia Nuevas Estrellas por el valor musical y literario del álbum Fabbricante di canzoni (2005)
- Primer Premio Festival de Musicicultura y Premio de la Crítica (2005)
- Premio de la Crítica "Música y disco": mejor álbum debut (2006)
- Targa Tenco: mejor ópera prima (2006)
- Music Awards (2007)
- 57º Festival de San Remo: Primer puesto en la Sección de Campeones (2007)
- Premio de la Crítica Mia Martini 57.º Festival de San Remo – Sección Campeones (2007)
- Premio Lucio Dalla de la Sala de Prensa de Radio y Televisión del 57º Festival de San Remo : Sección Campeones (2007)
- Premios de la Música de Venecia : "Sonrisas y Canciones TV Award" (2007)
- Premio Videoclip Italiano, sección Artista Masculino, por Ti regalerò una rosa (2007)
- Premio Mogol por el texto L'ultimo valzer (2010)
- Premio Amnesty Italia con Genova Brucia (2011)
- Placa en la calle del Festival de San Remo, en Via Matteotti, San Remo, por la canción "Te regalerò una rosa" (2011)
- Premio Especial Luchetta Premio Internacional de Periodismo por Magazzino 18 (2014)
- Premio Lunezia Canzone d'Autore por el valor musical-literario del álbum "Abbi cura di me" (2019).
- Premio De Andrè – Los que cantan Fabrizio (2021)
- Zecchino d'Oro 2020 como coautor de la canción Custodi del mondo escrita con Gabriele Ortenzi e interpretada por Anita Bartolomei
- Premio de la Sala de Prensa Radio-TV-Web "Lucio Dalla" del 75.º Festival de San Remo - Sección Campeones (2025)
- Premio Lunezia al valor emocional del texto de Quando sarà piccola (2025)
- Premio "Giancarlo Bigazzi" a la mejor composición musical del 75º Festival de San Remo (2025)